# Berthold Viertel
Berthold Viertel (Viena, 28 de junio de 1885 - Viena, 24 de septiembre de 1953) fue un guionista y director de cine austriaco.

## Biografía
Como guionista, participó en varias películas de Murnau, como Schloß Vogeloed (1921, en español El castillo encantado o El castillo de Vogelöd), Four Devils (1928) y City Girl (1930, en español El pan nuestro de cada día). Estuvo casado en segundas nupcias con la guionista y actriz Salka Steuermann (a partir de su matrimonio conocida como Salka Viertel) entre 1918 y 1947. La pareja llegó a Los Ángeles en 1928 con el propósito de permanecer unos años para adquirir experiencia en la floreciente industria cinematográfica norteamericana y regresar luego a Europa. Trabajó para la Fox Film Corporation, luego para la Paramount Pictures y también para Warner Brothers. La incierta situación política de Alemania en 1932 hizo que el matrimonio Viertel (con hijos pequeños, entre ellos Peter, futuro escritor) decidiera prolongar su estancia en los Estados Unidos. La casa de los Viertel en Santa Mónica se convirtió en un importante centro de acogida para los exiliados europeos en Norteamérica. Tras su divorcio de Salka, volvió a casarse por tercera vez con Elisabeth Newmann, con quien permanecería hasta su muerte en 1953.
La novela de Christopher Isherwood, La violeta del Prater (1945) está inspirada en la relación profesional que tuvieron Isherwood (como guionista) y Viertel (director) en la película Little Friend (1934)
producida por la British Gaumont.

## Filmografía
- 1922/23. Alemania. Nora.
- 1924. Alemania. Die Perücke.
- 1926. Alemania. Die Abenteuer eines Zehnmarkscheines.
- 1929. Estados Unidos. The One Woman Idea.
- 1929. Estados Unidos. Seven Faces.
- 1930/31. Estados Unidos/Alemania. Die heilige Flamme.
- 1930/31. Estados Unidos. The Spy.
- 1931. Estados Unidos. The Magnificent Lie.
- 1931/32. Estados Unidos. The Wiser Sex, con Claudette Colbert, Melvyn Douglas, Lilyan Tashman, William Boyd y Ross Alexander.
- 1932. Estados Unidos. The Man from Yesterday, con Claudette Colbert y Clive Brooke.
- 1934. Reino Unido. Little Friend, con Nova Pilbeam y guion de Christopher Isherwood.
- 1935. Reino Unido. The Passing of the Third Floor Back.
- 1935/36. Reino Unido. Rhodes of Africa.